# Dermacol
Dermacol je značka kosmetiky, která vznikla v Československu v roce 1966. Výrobky značky Dermacol byly původně vyráběny v rámci Barrandovských filmových studií v Praze. Po privatizaci v roce 1991 patří značka společnosti Dermacol a. s.

## Historie značky

### V barrandovských filmových studiích
Dermacol – první krycí make-up, který dal později název celé značce kosmetiky vyráběné v tehdejším Československu – vznikl v roce 1966. Hlavním expertem na jeho výrobu byl sušický rodák, inženýr-chemik Vlastimil Boublík († červenec 1980 Hotel Thermal, Karlovy Vary). Za rozšířením prvního krycího make-upu stála kosmetička Olga Knoblochová z Ústavu lékařské kosmetiky a také barrandovská filmová studia, kde takto označenou kosmetiku až do 90. let minulého století vyvíjeli a vyráběli – vycházeli ze zkušeností s filmovými líčidly. Slovo „dermacol“ se stalo v tehdejším Československu synonymem pro make-up obecně. Název vznikl ze slov derma (kůže) a color (barva) = Dermacol. Vůbec první make-up Cover předváděla Knoblochová na dermatologickém kongresu ve Vysokých Tatrách. Účinnost překrytí make-upu předvedla na své studentce, která měla velkou část obličeje zasaženou kožním onemocněním Nevus flammeus, lidově oheň.
V roce 1969 koupila licenci vysoce krycího make-upu filmová studia v Hollywoodu. Řadu značky Dermacol pak rozšířila pěstící kosmetika, odličovací prostředky, přípravky pro péči o tělo a kosmetika určená pro různé typy pletí. Krycí make-up Dermacol Make-up Cover se vyrábí dodnes.

### Po privatizaci

Dermacol logo

Po privatizaci přešla výroba produktů Dermacol v roce 1992 pod firmu Dermacol a. s., kterou vlastí Věra Komárová společně se svým manželem Vladimírem Komárem. V roce 2003 se Dermacol stal největším výrobcem a exportérem kosmetiky v Česku. Od roku 2018 se společnost znovu stala stoprocentním vlastníkem továrny na kosmetiku na Lesné v Brně. Společnost Dermacol většinu své kosmetiky vyrábí v Česku a její značku nese zhruba tisícovku produktů, z toho asi 15 výrobků se vyrábí podle původní receptury již více než 50 let. Firma expandovala mimo jiné do USA, Polska, Saúdské Arábie, Španělska nebo Vietnamu. V roce 2019 společnost změnila logo Dermacol, aby více připomínalo původní logo z roku 1966 a přidala na produkty bezpečnostní prvky, které mají značku chránit proti padělatelům. Nové logo má také odkazovat na Prahu jako místo původu.